# 石刑

一張地圖，顯示公共亂石是司法或法外處罰的國家

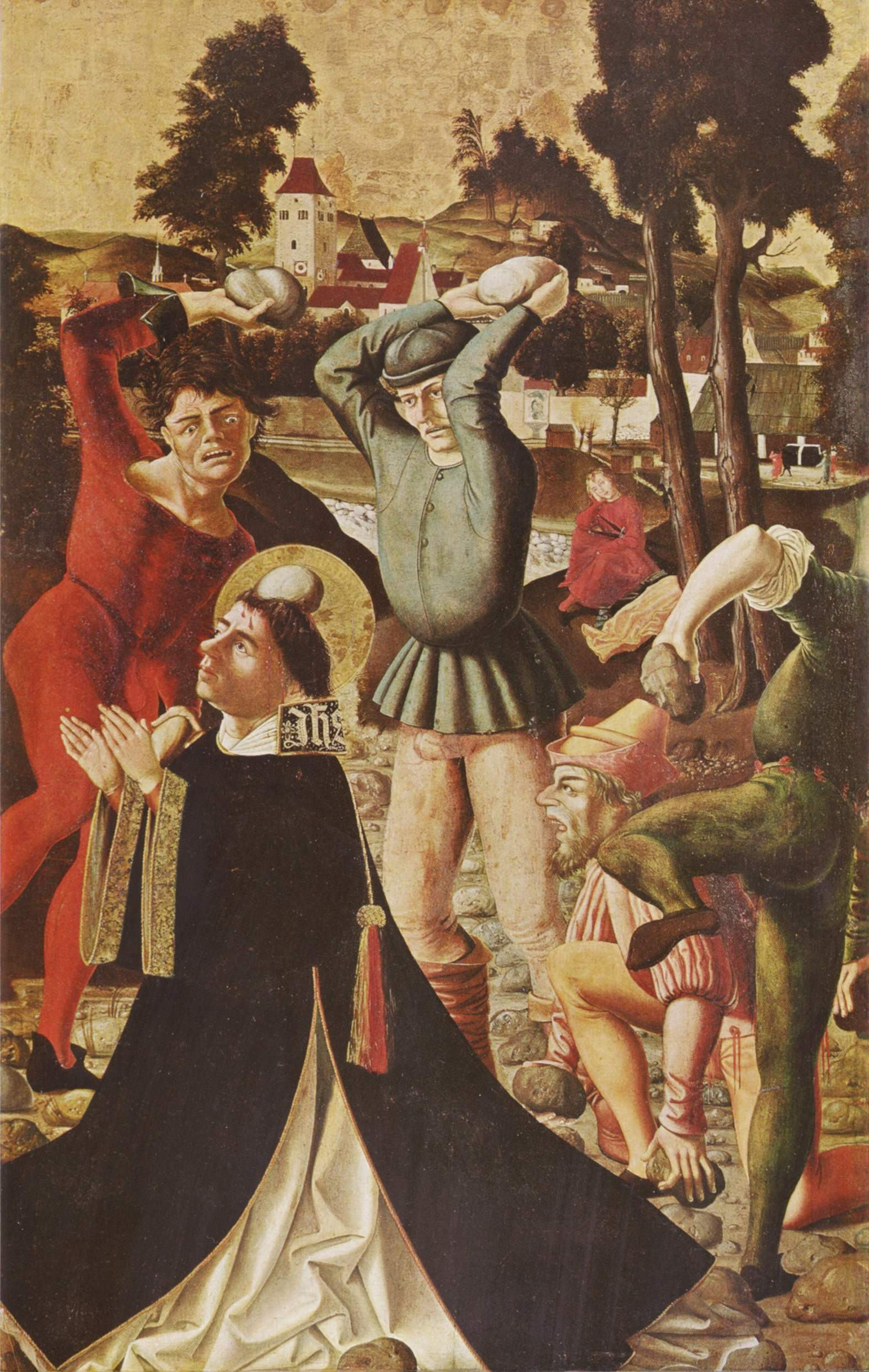
第一位基督教殉道者司提反，1506年由马克思·赖希利奇所绘（在慕尼黑的美术馆中展览）

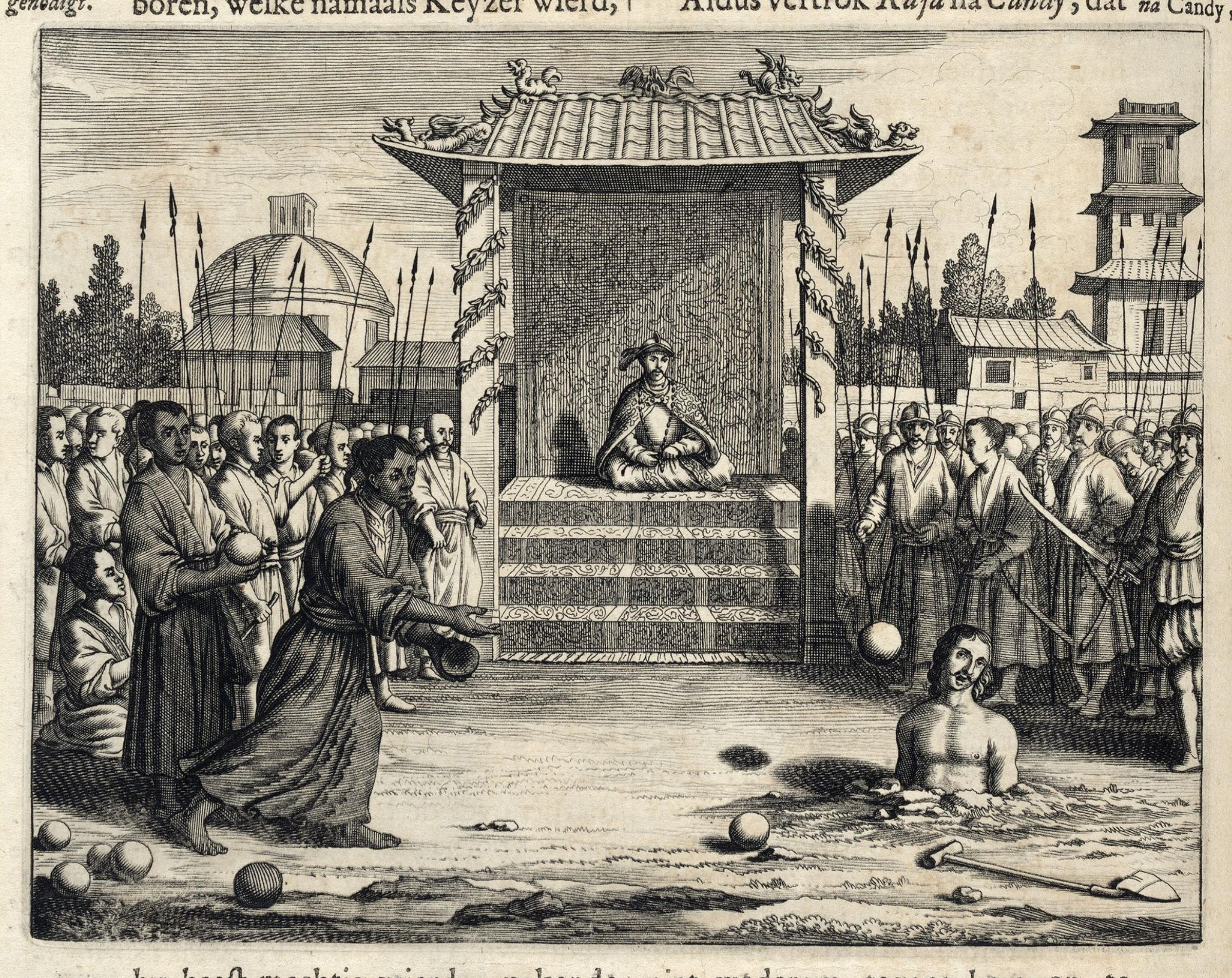
在康提国王拉贾辛哈二世命令下，维拉逊达拉被处于石刑（斯里蘭卡，约1672年）

石刑，是一种钝击致死的死刑执行方式，根据情况、地区的不同，采用大小相差迥异的石头。

## 历史
在《希伯來聖經》，對於律法記載死刑罪行都按例以石刑處理。根據《米德拉什》，西蒙·本·加米利尔指出，“宗教法庭於七十年內判死多於一人，就是暴政。”
《密西拿》规定有以下行为者应被处以石刑。
"于以下犯罪者宜处以石刑 – אלו הן הנסקלין
- 与其母犯淫者 – הבא על האם
- 与其父之妻犯淫者 – ועל אשת האב
- 与其儿媳犯淫者 – ועל הכלה
- 男與男犯淫者 – ועל הזכור
- 男与禽兽犯淫者 – ועל הבהמה
- 女与禽兽犯淫者 – והאשה המביאה את הבהמה
- 亵渎者 – והמגדף
- 崇拜偶像者 – והעובד עבודת כוכבים
- 弑其子与伪神摩洛者 – והנותן מזרעו למולך
- 卖其身与妖魔者 – ובעל אוב
- 占卜者 – וידעוני
- 亵渎圣安息日者 – והמחלל את השבת
- 咒其父母者 – והמקלל אביו ואמו
- 强淫已婚少女者 – והבא על נערה המאורסה
- 诱人奉偶像者 – והמסית
- 迷误其乡人者 – והמדיח
- 男女巫 – והמכשף
- 不孝之子– ובן סורר ומורה"

而在《新約聖經》，耶穌曾向捉拿淫婦的法利賽人說：「你們中間誰是沒有罪的，誰就可以先拿石頭打她。」（《约翰福音》第8章第7节）可見當時已有以石刑作處死犯人的刑罰，並為公眾接受。
蒙古貴族則會被裝進布袋，然後以石刑處死。
石刑在国际社会普遍被視為過於殘酷，故通常會使用一些較人道的死刑执行方式。
在某些伊斯兰国家的沙里亞法規下，石刑仍然存在。這些國家包括也門、毛里塔尼亞、阿富汗、索馬里、文莱、伊朗、蘇丹、阿拉伯聯合酋長國、沙特阿拉伯和奈及利亞。一個已婚的男人或已婚女子與人通奸，有四名證人的證詞，法官如斷定其通奸就可判刑。男性在腰以下的地方都要埋入沙中，女性的則較深，是胸以下的地方。其後人們就向受刑者反覆投石。石頭約拳頭大，一塊不足致死，受刑者最後死於嚴重的腦損傷及顱內出血。
在部分伊斯兰国家，性少数群体会因为他们自身的性别认同或性取向而遭到石刑，比如沙特阿拉伯和文莱。

## 相关電影场景
- 2007年－《追風箏的孩子》 （The Kite Runner）：劇情後半段主角重返塔利班控制下的故鄉，目睹一名被控通姦的阿富汗婦女在體育場遭石刑處決。
- 2018年—（12 Strong）：在空降至阿富汗前一名特種部隊隊員透過筆電觀看一名因未婚懷孕被處以石刑的女孩錄像。